# Nome inférieur de l'Enfant royal

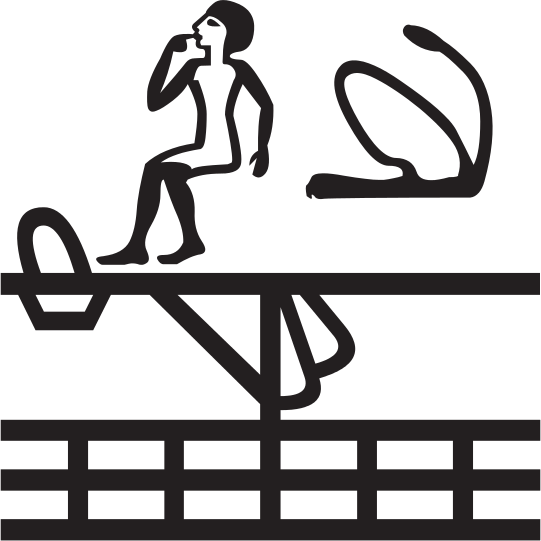
Hiéroglyphe symbole du Nome.

Le nome inférieur de l'Enfant royal (jmt-pḥ) est l'un des 42 nomes (division administrative) de l'Égypte antique. C'est l'un des vingt nomes de la Basse-Égypte et il porte le numéro dix-neuf.

## Géographie
Le nome se trouve en aval du nome supérieur de l'Enfant royal et en amont du nome du Dressoir oriental et de la mer Méditerranée,. Le nome était entouré du nome du Dauphin à l'ouest, du nome du Taureau recensé au sud-ouest et du nome de Soped au sud-est.

## Histoire
Le nome n'est pas attesté avant le Nouvel Empire sous le nom de « nome de l'Enfant royal », puis, à partir de la Troisième Période intermédiaire, sous le nom de « nome inférieur de l'Enfant royal » après sa division en deux, créant ainsi le nome supérieur de l'Enfant royal. Le territoire de ce nome faisait auparavant partie du nome du Sceptre intact.
Le site de Tell Nebesha, l'ancienne Imet et capitale du nome, est occupé depuis a minima le Moyen Empire. Ce nome était contrôlé pendant toute la Troisième Période intermédiaire par les rois tanites, qui contrôlaient Tanis et Bubastis.

## Divinités locales

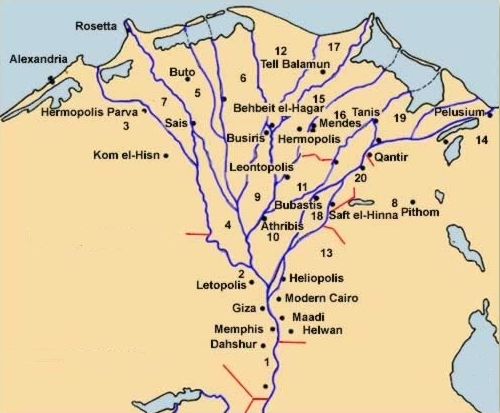
Les nomes de Basse-Égypte

La divinité locale principale était à l'origine une déesse serpent nommée Imet, comme la ville de Tell Nebesha. Puis, plus tard, la divinité principale était devenue Ouadjet qui avait absorbé l'ancienne déesse Imet. Un temple de la déesse Ouadjet se trouvait d'ailleurs à Tell Nebesha, dans lequel elle était qualifiée de « Dame d'Imet ».

## Lieux principaux
Les frontières du nome ont changé avec le temps, les villes citées ci-dessous ont été identifiées comme faisant partie du nome dans ses frontières ptolémaïques. 
- Tell Nebesha
- Tell Gemayemi
- Tanis[8] (ou nome du Dressoir oriental[9])
- Avaris[10] (ou nome du Dressoir oriental[3])
- Pi-Ramsès[11] (ou nome du Dressoir oriental[3])